# Велкова, Катрин
Катрин Велкова (болг. Катрин Велкова, родилась 16 августа 1991 года в Софии) — болгарская гимнастка (художественная гимнастика), чемпионка мира 2011 года, участница летней Олимпиады 2012 года в Лондоне.

## Биография
Художественной гимнастикой занимается с 7 лет в клубах «Академик» и «Левски-Триадица». Первый тренер — Станимира Толева. Выступала в сборной Болгарии под руководством Илианы Раевой, став чемпионкой мира в 2011 году в упражнении с 3 лентами и 2 обручами, а также бронзовой призёркой чемпионата мира того же года в групповом многоборье и в упражнении с 5 мячами; в 2010 году стала бронзовым призёром чемпионата мира в Москве в упражнении с 5 обручами. В качестве своего хобби называла шоппинг и коллекционирование обуви: в интервью 2011 года упоминала, что у неё дома собрано 50 пар обуви.
В 2012 году Катрин стала двукратной призёркой чемпионата Европы в Нижнем Новгороде, завоевав серебряную медаль в упражнении с 3 лентами и 2 обручами и бронзовую в упражнении с 5 мячами. Со сборной Болгарии также выступила на Олимпиаде 2012 года в Лондоне в групповом многоборье, заняв 6-е место. После Олимпиады завершила карьеру гимнастки, основав клуб по художественной гимнастике «Локомотив» в Софии и поступив в Национальную спортивную академию, где начала учиться на тренера по художественной гимнастике: в 2020 году в её клубе тренировались 106 девочек.